# Кашине Росе (Бијела)
Кашине Росе је насеље у Италији у округу Бијела, региону Пијемонт.
Према процени из 2011. у насељу је живело 332 становника. Насеље се налази на надморској висини од 401 м.